# 英仙座KP
英仙座KP，又名BD+44 734，HD 21803、SAO 38927、HR 1072，是英仙座的一颗恒星，视星等为6.41，位于銀經150.61，銀緯-9.18，其B1900.0坐标为赤經3h 25m 47s，赤緯+44° -9.18′ 56″。